# Controverse autour de la tête d'Henri IV

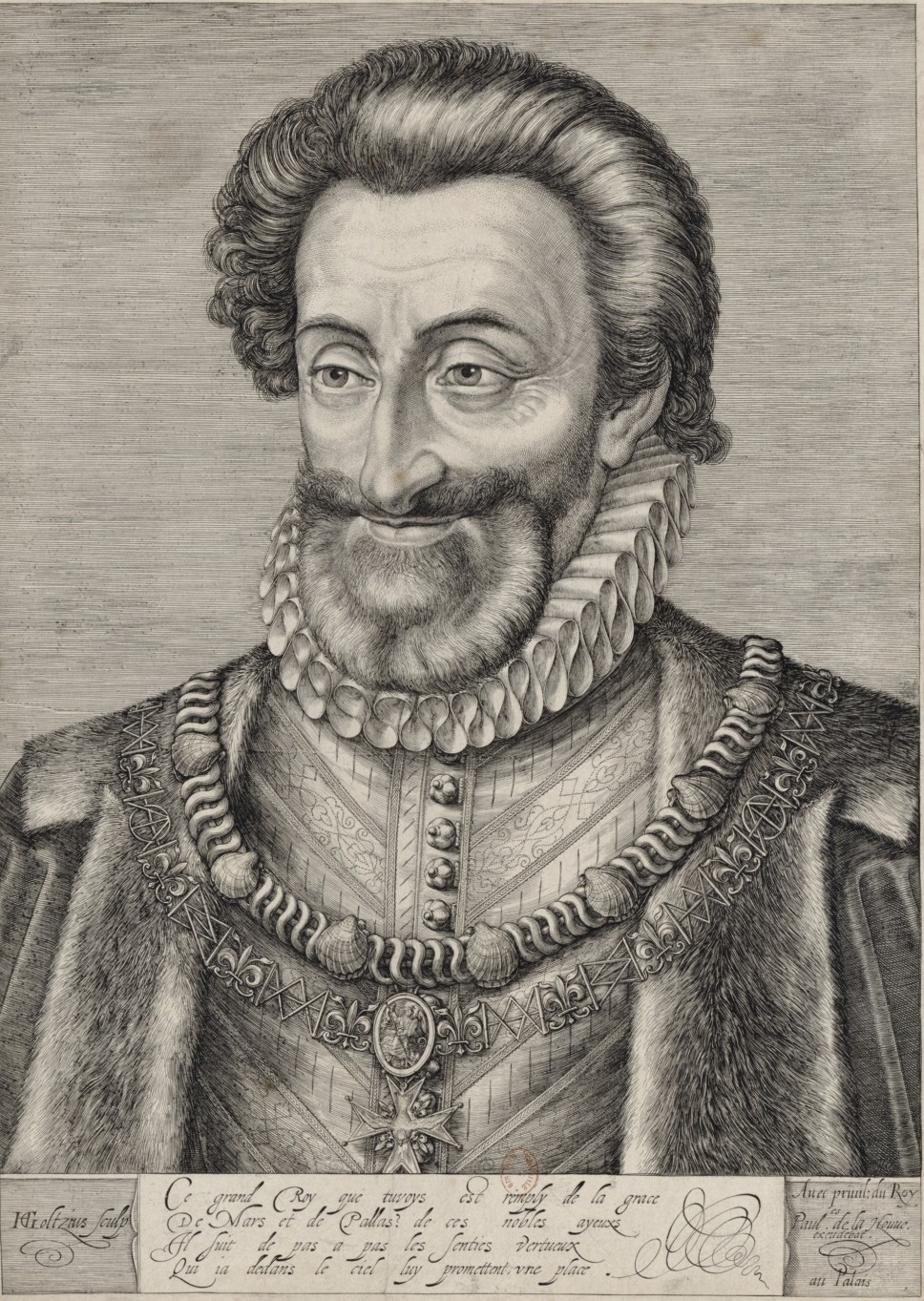
Portrait d'Henri IV roi de France et de Navarre (gravure du XVIIe siècle). Dans sa célèbre biographie du roi, Jean-Pierre Babelon évoque à plusieurs reprises le « visage allongé » d'Henri IV, « rendu triangulaire par la petite barbe pointue », en précisant qu'« avec les années […] le bas du visage s’est arrondi. [...] [et que] la barbe [est] ronde maintenant [...]. ».

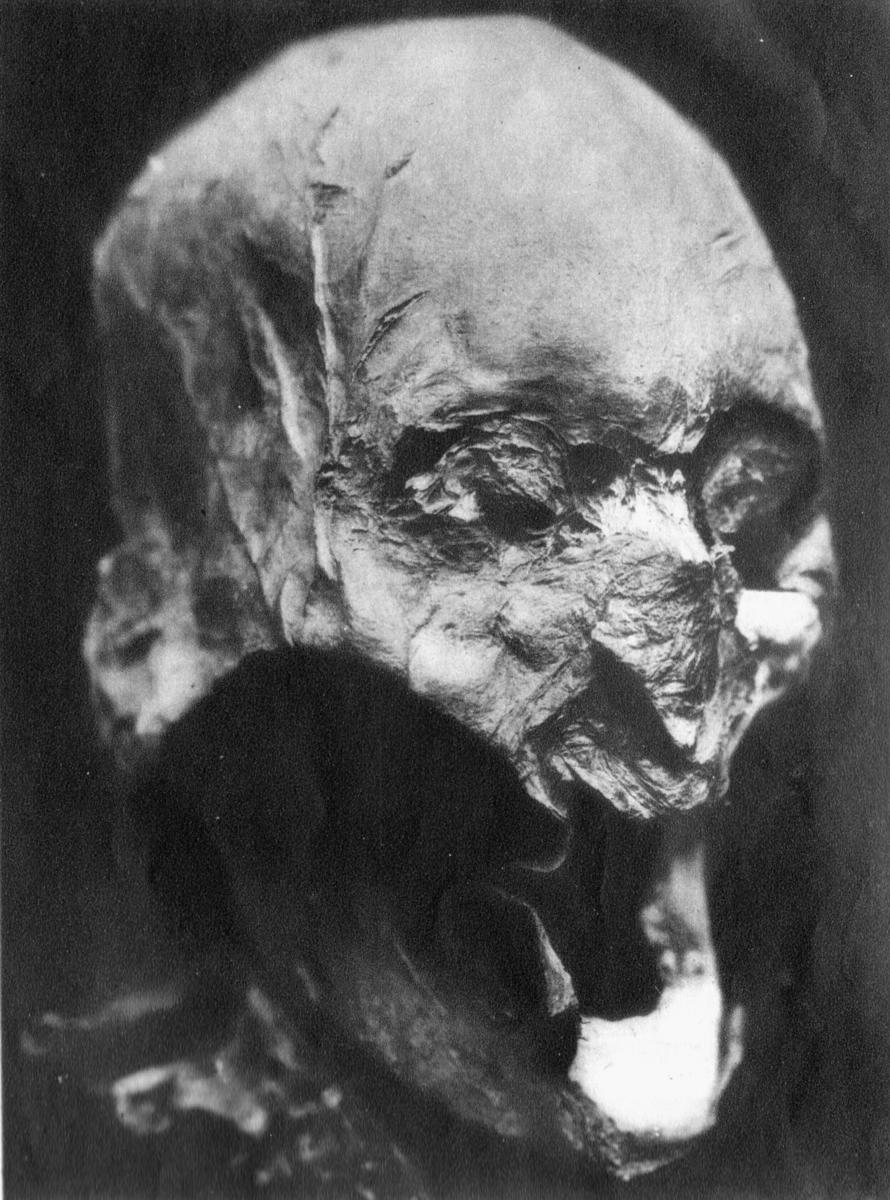
Tête momifiée détenue en 1933 par Joseph-Émile Bourdais, et attribuée par lui à Henri IV, roi de France. Retrouvée en 2010, elle est actuellement au cœur d'une controverse.

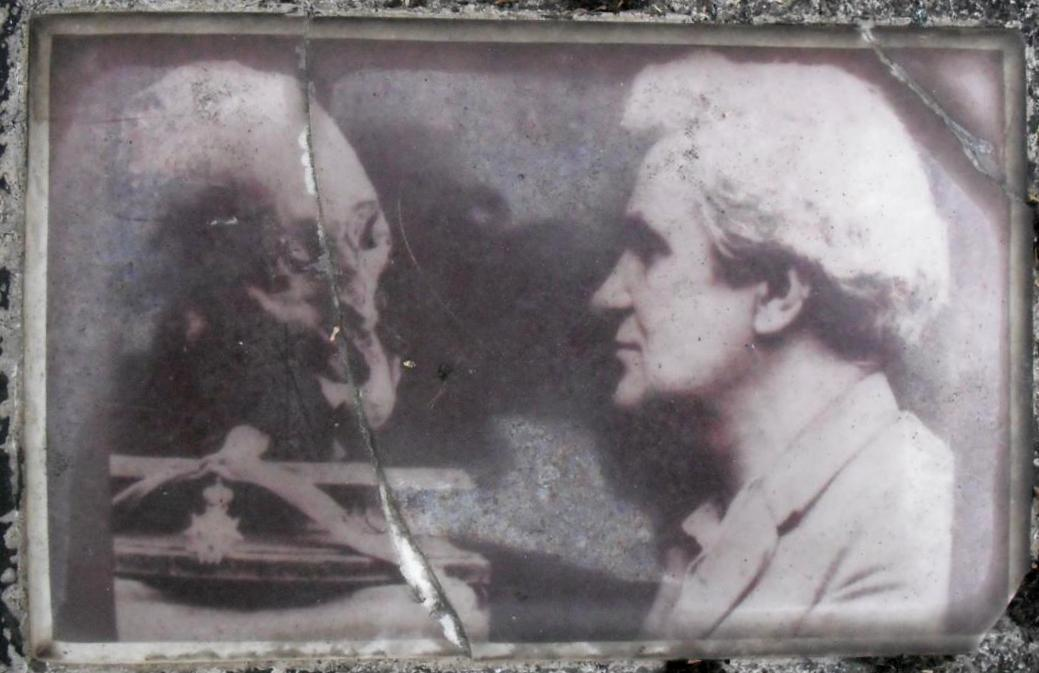
La momie en tête-à-tête avec son « inventeur » : photographie émaillée sur la tombe de Joseph-Émile Bourdais (1881-1946), au cimetière parisien de Pantin.

La controverse autour de la tête d'Henri IV est un débat qui confronte des chercheurs et historiens, sur l'authenticité d'un crâne momifié attribué au roi Henri IV. En 1793, lors de la profanation des tombes de la basilique Saint-Denis, le cadavre du roi est extrait de son cercueil puis, après deux jours d'exposition, versé dans une fosse commune. Un quart de siècle plus tard, en 1817, sur l’ordre de Louis XVIII, les dépouilles royales sont exhumées pour être replacées dans la crypte de la basilique de Saint-Denis.
En 1925, un article de la Gazette des arts présente un crâne momifié, qui est alors la propriété de Joseph-Émile Bourdais, comme la tête retrouvée du roi Henri IV. En 2013, une controverse surgit autour de cette tête momifiée. Deux thèses s'affrontent alors : la première prétend qu'il s'agit de la tête du roi, thèse défendue par le médecin légiste Philippe Charlier, aidé d'une vingtaine de scientifiques, et publicisée par les journalistes Stéphane Gabet et Pierre Belet ; la seconde réfute l'attribution, position défendue par les historiens Philippe Delorme et Joël Cornette, le journaliste Franck Ferrand et plusieurs scientifiques. 
Au-delà de l'attribution de cette tête momifiée, l'enjeu de la controverse est méthodologique : il touche à la place respective de l'enquête historique et des différents apports scientifiques dans ce genre d'affaires.

## La dépouille mortelle
En 1793, en pleine Terreur, les tombeaux royaux de la basilique de Saint-Denis sont profanés. La dépouille du roi Henri IV est sortie de son cercueil, exposée au public, et jetée deux jours plus tard avec celles des autres rois, reines et princes dans une fosse commune près de la basilique, et recouverte de chaux vive. Si des rapports officiels existent sur cet épisode, aucun témoignage d'époque n'indique que le roi Henri IV ait pu être décapité. 
En 1817, Louis XVIII fait ramener dans la basilique les restes de ses prédécesseurs : le 19 janvier 1817, les ossements, dont aucun n'est identifiable, sont récupérés dans la fosse. Cependant, trois corps apparaissent réduits à leurs seules « portions inférieures », ce qui incite certains auteurs à conclure qu'il manquait trois têtes. Dès cette époque, des rumeurs courent que la momie d'Henri IV aurait subi des outrages au moment de la profanation (des récits postérieurs décrivent les révolutionnaires plaçant verticalement le corps d'Henri IV contre un mur et même une femme le souffletant. Un témoignage de troisième main, évoquera le cadavre royal « frappé à coups de sabre et mis en pièce ». Un autre auteur évoque un médecin maniant un crâne non identifié près de la fosse commune. Mais aucun document d'époque n'atteste cet hypothétique larcin. 
Le 31 octobre 1919, lors de la dispersion à l'Hôtel Drouot des objets de l'atelier d'Emma Nallet-Poussin (1853-1932), peintre et sculptrice, trois crânes anonymes sont mis en vente. Ils sont achetés par un brocanteur occasionnel, Joseph-Émile Bourdais, pour la somme modique de 3 francs. Cinq ans plus tard, un article de La Gazette des arts le persuade que l’un d’eux est le crâne d'Henri IV. Dès lors, et durant toute sa vie, le brocanteur tente, en vain, de prouver qu'il s'agit bien de la « tête momifiée dite d'Henri IV ». À ses frais, il réalise notamment des radiographies et des moulages, expose la tête momifiée à son domicile à Dinard, puis dans son « petit musée de Montmartre avant de la proposer au Louvre... qui la refusa, doutant de son authenticité », rapporte Jacques Perot, l’ancien conservateur du château de Pau, où est né Henri IV. Il lance également la théorie que le crâne aurait été acheté à un Suisse de la Basilique de Saint-Denis par le comte d'Erbach (en réalité, celui-ci n'a jamais possédé qu'un fragment de crâne attribué à Henri IV - encore exposé aujourd'hui au château d'Erbach - et jamais un crâne entier). Toujours selon les suppositions gratuites de Bourdais, le crâne royal aurait ensuite été rapatrié en France par Jérôme Bonaparte. Original jusqu'au dernier moment, le brocanteur fait placer sur sa tombe du cimetière parisien de Pantin un autoportrait en compagnie du crâne momifié (voir photo ci-contre).
En 2009, anticipant la commémoration du quadricentenaire de la mort du monarque, les journalistes Stéphane Gabet et Pierre Belet entament la réalisation d'un documentaire intitulé Le mystère de la tête d'Henri IV. Ils contactent l'historien Jean-Pierre Babelon, et celui-ci leur révèle que plusieurs années auparavant, il a été contacté par un collectionneur, au sujet d'une tête momifiée prétendument arrachée au corps du roi. Achetée en 1955 par un certain Jacques Bellanger pour la somme de 5 500 francs - soit environ 115 euros actuels - à la sœur du brocanteur Joseph-Émile Bourdais, la tête avait été, depuis lors conservée par M. Bellanger, dans une armoire de son grenier. Les journalistes parviennent à retrouver le détenteur de la « relique », aujourd'hui retraité à Chartres, et à le convaincre de leur confier la tête pour la faire analyser.
Après études, la tête momifiée a été confiée en décembre 2010 au prince Louis de Bourbon qui la place dans le coffre-fort d'une banque parisienne. Un don au président de la République Nicolas Sarkozy est alors envisagé, en attendant que soit autorisée l'inhumation de la « relique » dans la nécropole royale de la Basilique Saint-Denis. Dès cette époque, le prince Henri d'Orléans, autre prétendant au trône de France, relayant les critiques de certains historiens, met en doute l'authenticité de cette tête momifiée. Ses détracteurs voient alors dans cette opposition la trace de la rivalité avec les Bourbons d'Espagne.
Selon Jean-Pierre Babelon, Nicolas Sarkozy aurait prévu initialement une cérémonie pour mai 2012. Cependant, le développement de la mise en cause de l'authenticité de la « relique », puis la campagne présidentielle suspendent le projet sine die. Celui-ci est ensuite purement et simplement abandonné par François Hollande[réf. souhaitée], compte tenu des éléments en défaveur de l'authentification apportés par les études historiques et génétiques publiées au cours de l'année 2013.

## Première attestation
En 2010, une étude paléopathologique réalisée par une équipe multidisciplinaire de 19 scientifiques autour du médecin légiste Philippe Charlier et publiée par le British Medical Journal en 2010 a réalisé les examens suivants sur la tête : datation au carbone 14 qui fait remonter le crâne à une période comprise entre 1450 et 1650 ; constatation selon laquelle la tête a été séparée du corps longtemps après la mort (ce qui serait logique si elle a été volée à Saint-Denis lors de la Révolution) ; étude anthropologique (âge, sexe, ethnie) ; correspondances anatomiques (lésion pigmentaire à l'aile du nez compatible avec un nævus que l'on retrouve sur certaines représentations d'Henri IV) ; trou de boucle d'oreille (une seule et unique gravure du château de Chantilly montre le roi avec un tel bijou, mais c'est un portrait de fantaisie daté des années 1640, donc largement postérieur à la mort d'Henri IV) ; lésion osseuse à la bouche comme l'estafilade due à la tentative de meurtre par Jean Châtel (mais au côté gauche, alors que les documents d'époque évoquent la lèvre supérieure droite ) ; couleur des cheveux, de la barbe et de la  moustache aux poils roux et blancs mêlés ; trois sections post mortem par arme blanche au niveau du cou ; mauvais état de la dentition ante mortem  (lors de son décès, le sujet ne possédait plus que quatre dents, disparues depuis, dont une dent de sagesse, et souffrait d'abcès apicaux) ; études anthropométriques par superpositions faciales réalisées par tomographie assistée par ordinateur, se basant notamment sur le moulage de son masque mortuaire en plâtre conservé à la Bibliothèque Sainte-Geneviève (des traces de plâtre sont relevées sur cette tête momifiée, mais elles dateraient du XXe siècle ) ; analyses toxicologiques (le plomb retrouvé sur la tête aurait le même profil isotopique que celui tapissant le cercueil royal et qu'une dent — très douteuse relique d'Henri IV, et réfutée par Philippe Charlier lui-même — au Musée Tavet-Delacour) ; fibroscopie détectant une rhinite chronique ; recherche d'éventuelles particules volatiles (substances végétales) à l'origine d'un embaumement.

À l'époque, la méthode d'embaumement consistait à ouvrir « les trois ventres » - tête, thorax, abdomen - . Or le crâne en question n'a été ni scié, ni trépané (technique habituellement utilisée par les chirurgiens de l'époque, dont Jacques Guillemeau et Pierre Pigray qui participeront à l'autopsie du roi. Guillemeau en publiera le procès-verbal). Alexandre Lenoir, témoin officiel de ces profanations, précise pourtant dans le Musée des monuments français en 1801 que la tête d'Henri IV a été sciée et la cervelle remplacée par de l'étoupe et des aromates. Néanmoins, d'autres témoignages originaux - ceux de Germain Poirier et dom Druon - conservés aux Archives nationales (AE1 15) et aux Archives de Paris (6 AZ 23, article 1391) ne décrivent pas de crâne scié. Alphonse de Lamartine dans son Histoire des Girondins écrit en 1847, sans plus de précisions, qu'Henri IV aurait été « embaumé avec l’art des Italiens ». Les journalistes Stéphane Gabet et Pierre Belet ont recherché auprès de Rosa Boano, archéologue à l'Université de Turin, ce que le poète romantique entendait par là. Pour cela, ils consultent un ouvrage de Silvia Marinozzi et Gino Fornaciari, sur les méthodes d'embaumement à l'époque moderne. Celui-ci rapporte le témoignage de Pierre Pigray. Sa description mentionne l'éviscération et le décapage du corps d'Henri IV, sans précision concernant sa tête. Et pour la conservation, les embaumeurs auraient employé eau salée, vinaigre, alun, spiritueux, cendres, gypse, chaux, terre pulvérisée et diverses plantes aromatiques.
Au terme de cette étude, trente points de concordance sont allégués pour affirmer que la tête embaumée est bien celle du roi Henri IV avec « 99,99 % de certitude ».

## Première controverse
Pour attester que le crâne non trépané qui est soumis à son expertise est celui du roi, Philippe Charlier suppose que l'embaumement a été réalisé sans craniotomie, méthode qui aurait eu cours chez les grands-ducs de Toscane. Or, cette hypothèse est contredite par le professeur Gino Fornaciari, un paléoanthropologue italien qui a mené les études sur les tombeaux des Médicis . L'affirmation selon laquelle l'un des chirurgiens du roi, Pierre Pigray, aurait pratiqué, sur la recommandation de Marie de Médicis, une technique sans craniotomie avec l'ajout de noir animal (noir révélé par la spectroscopie Raman) pour protéger le cadavre de la putréfaction, n'est pas mentionnée dans les écrits de Pigray lui-même, qui ne fait jamais référence à une telle méthode . Cette pratique n'apparaît pas non plus dans l'ouvrage de Silvia Marinozzi et Gino Fornaciari. 
À la suite de l'enquête de 2010, le journaliste Franck Ferrand et des historiens comme Philippe Delorme et Joël Cornette regrettent et s'étonnent publiquement qu'aucun test ADN n'ait pu être réalisé. Selon Philippe Charlier, l'ADN aurait été rendu inexploitable par sa longue exposition à l'enveloppe de plomb du cercueil qui empêcherait sa lecture (contamination au plomb par une lente dégradation sous forme gazeuse, qui inhiberait l’action de l’ADN polymérase)). De plus, aucun échantillon n'a été prélevé. Constatant que le parcours hypothétique de la tête depuis 1793 est absolument inconnu et que les paléoanthropologues italiens Gino Fornaciari et Franco Ugo Rollo remettent en cause la réalité de l'« art des Italiens » ou la correspondance des superpositions faciales, ils remettent en cause ce degré de certitude.

## Deuxième attestation
En 2012, un échantillon prélevé sur la tête momifiée « provenant du plus profond de la gorge de l'individu » est soumis au professeur Carles Lalueza-Fox, de l'Institut de biologie évolutive de Barcelone pour en extraire de l'ADN. Pour établir les liens de parenté, on fournit également un échantillon de sang censé provenir de Louis XVI (le sang séché aurait été recueilli à l'aide d'un mouchoir trempé au pied de la guillotine lors de l'exécution de 1793 et conservé dans une gourde, qu'une famille aristocratique italienne a en possession). L'équipe de scientifiques rassemblée autour de Philippe Charlier trouve un profil génétique commun entre les deux échantillons, profil qui validerait l'authenticité des deux restes royaux qui auraient « le même patrimoine génétique passant par les pères ». Selon cette étude, Louis XVI et sa lignée patrilinéaire et donc Henri IV, appartiendraient à l'haplogroupe du chromosome Y G2a.
Ces travaux, publiés par la revue Forensic Science International , apporteraient également, de manière indirecte, une réponse aux historiens qui doutent que Louis XIV soit bien le fils de Louis XIII et non de Mazarin ou d'un autre amant hypothétique d'Anne d'Autriche.
En février 2013, Philippe Charlier et Stéphane Gabet publient un résumé de leur thèse dans un ouvrage grand public intitulé L'énigme du roi sans tête .

## Deuxième controverse
La deuxième authentification est mise en cause par l'historien Philippe Delorme, qui relève que l'enquête historique souffre toujours de graves lacunes, et par l'expert en empreintes génétiques auprès des tribunaux Olivier Pascal qui juge l'analyse ADN « non probante » : les deux empreintes génétiques ne se basent que sur sept allèles dont deux diffèrent. D'autre part, le généticien belge Jean-Jacques Cassiman révèle que les séquences génétiques de l'ADN mitochondrial de la tête dite d'Henri IV et celles d'Anne de Bourbon-Parme, l'épouse de l'ancien roi Michel Ier de Roumanie, apparentée en ligne féminine à Henri IV, ne correspondent pas. Le généticien italien Franco Ugo Rollo partage les conclusions de ses confrères français et belge. Quant à Philippe Delorme, il publie l'ensemble des critiques, à la fois historiques et scientifiques, invalidant cette authentification, dans un ouvrage intitulé La mauvaise tête de Henri IV. Contre-enquête sur une prétendue découverte.
Le résultat de la restitution en 3D par l'infographiste Philippe Froesch est jugé « troublant » : en effet, le visage du Vert Galant « ressemble énormément à ses portraits d'époque ». Philippe Delorme, pour sa part, considère que si le résultat est impressionnant, « il tient davantage du musée Grévin virtuel que de la preuve scientifique  ». Au reste, une autre reconstitution faciale, réalisée par le spécialiste brésilien Cícero Moraes, paraît beaucoup moins convaincante.
Une nouvelle étude des généticiens Maarten Larmuseau et Jean-Jacques Cassiman de la Katholieke Universiteit Leuven (KU Leuven), en collaboration avec l'historien Philippe Delorme montre que les chromosomes Y des deux reliques (tête présumée d’Henri IV et sang  de Louis XVI), précédemment publiés, diffèrent radicalement de celui de trois princes Bourbon actuellement vivants (Sixte-Henri, Axel de Bourbon-Parme et Jean-Henri d'Orléans-Bragance). Le fait que ces trois princes ont un chromosome Y presque identique confirme qu'ils ont un ancêtre commun, à savoir Louis XIII, fils d’Henri IV. Philippe Charlier conteste l'exactitude de l'arbre généalogique de ces trois Bourbon et évoque de possibles cas de fausse paternité au sein de la famille royale : selon les données de la littérature médicale, « il existe de 1 à 4 % d'enfants nés d'un père différent du père déclaré (pourcentage par génération). Il existe 13 générations au maximum entre Henri IV et les trois sujets vivants testés dans cette étude, ce qui porte le risque de non-paternité légitime entre 12 et 41 % sur l'ensemble de ces générations ».
Cependant, l'étude de Larmuseau et al. indique, au contraire de cette objection et avec un fort degré de présomption, qu'il n'y pas eu de naissances illégitimes dans les lignes étudiées (Bourbon-Parme et Orléans-Bragance), puisque ces trois cousins fort éloignés partagent le même chromosome Y.
Le 28 octobre 2013, deux des coauteurs de l'article paru en décembre 2010 dans le BMJ (voir supra note 13), à savoir le professeur Geoffroy Lorin de La Grandmaison chef du service de Médecine Légale de l'Hôpital Raymond-Poincaré de Garches, et l'anthropologue Leslie Eisenberg, ont obtenu de la direction de la revue la parution d'une « réponse rapide », demandant la rétractation dudit article, car « une étude anthropologique scientifique rigoureuse aurait dû exclure l'hypothèse (et les conclusions) selon laquelle la tête appartiendrait à Henri IV ».
Philippe Charlier a répliqué trois jours plus tard, sur le même site en ligne du BMJ en exposant ce qu'il considère comme une « présentation objective des faits ».
Le 23 novembre 2013, le Quotidien du médecin publie sur son site en ligne, un article du docteur en chirurgie dentaire Xavier Riaud, dans lequel celui-ci passe au crible les arguments présentés par Philippe Charlier et son équipe. En s'appuyant largement sur les travaux de Philippe Delorme, ainsi que sur des éléments inédits, l'auteur conclut qu' « en aucun cas, on ne peut parler de preuves, tout au plus de faisceau de présomptions ou d'éléments de preuve, tous discutables par ailleurs ». Le 23 janvier 2014, Xavier Riaud publie, en association avec le professeur Lorin de la Grandmaison et avec l'historien Philippe Delorme, un article qui n'est autre que la version enrichie et traduite de l'article paru en novembre 2013 sur le site du Quotidien du médecin.